# John Ericsson National Memorial
O John Ericsson National Memorial, localizado na Ohio Drive com a Avenida Independence, SW em Washington, D.C., dedica-se ao homem que revolucionou a história naval com a invenção da hélice. O engenheiro sueco John Ericsson também foi o criador do USS Monitor, navio que assegurou a supremacia naval da União durante a Guerra Civil. O monumento nacional foi autorizado pelo Congresso em 31 de agosto de 1916 e dedicado a 29 de maio de 1926 na presença do presidente Calvin Coolidge e do Príncipe-herdeiro Gustavo VI Adolfo.
O Congresso aplicou 35 mil dólares para a criação do memorial, e americanos de ascendência escandinava levantaram um adicional de 25 mil dólares. Construído em um local perto do Lincoln Memorial entre setembro de 1926 e abril de 1927 com granito rosa Milford, o memorial é de 20 metros de altura com 150 pés de diâmetro da base.
Esculpido por James Earle Fraser, apresenta Ericsson de pé e outras três figuras, representando "aventura", "trabalho", e "visão". O monumento nacional é gerido pelo National Mall e Memorial Parks.